# Michael Lucas' La Dolce Vita
La Dolce Vita (em português:  A Doce Vida), é um remake pornográfico gay do clássico de Federico Fellini A Doce Vida. Dirigido por Michael Lucas e Tony Dimarco, foi lançado pela Lucas Entertainment em 17 de novembro de 2006.
No ano seguinte, durante o GayVN Awards em São Francisco, o filme recebeu 14 indicações, incluindo as categorias de melhor filme, melhor diretor (Michael Lucas e Tony Dimarco), melhor trio (Michael Lucas, Derrick Hanson e Jason Ridge), melhor ator (Michael Lucas) e melhor performance não sexual (Savanna Samson).

## Elenco
Personagens principais
- Ben Andrews
- Rod Barry
- Jack Bond
- Jamie Donovan
- Erik Grant
- Derrick Hanson
- Chad Hunt
- Michael Lucas
- Jack MacCarthy
- Spencer Quest
- Jason Ridge
- Pete Ross
- Cole Ryan
- Brad Star
- Ray Star
- Jonathan Vargas
- Wilson Vasquez

Celebridades (aparição não-sexual)
- Savanna Samson
- Gus Mattox
- Amanda Lepore
- Michael Musto
- Kevin Aviance
- Johnny Hanson
- Will Clark
- Heather Fink

## Prêmios
- GayVN Awards São Francisco 2007
  - Melhor filme
  - Melhor ator
  - Melhor cena a três
  - Melhor diretor
  - Melhor ator coadjuvante
  - Melhor interpretação não-sexual
  - Melhor roteiro
  - Melhor edição
  - Melhor música
  - Melhor direção de arte
  - Melhor videografia
  - Melhor Extras/Edição especial (DVD)
  - Melhor embalagem
  - Melhor campanha publicitária

## Controvérsias
Direitos autorais
Em Fevereiro de 2007, a International Media Films, Inc. moveu um processo contra a Lucas Entertainment, Inc. e sua empresa de distribuição, representados por Michael Lucas. A International Media Films alega que houve violação dos seus direitos autorais sobre a marca La Dolce Vita, já que a empresa detém os direitos sobre a obra de Fellini. A ação busca caçar o direito de venda do Michael Lucas' La Dolce Vita Parts 1 & 2.
Três meses depois, o juiz federal de Manhattan rejeitou o pedido de suspensão da venda do filme de Lucas, devido ao "atraso indesculpável da parte requerente. O juiz observou que havia graves problemas levantados sobre a infração de marca registrada, mas, também escreveu que "parece extremamente improvável que um comprador, que objetive comprar a obra de Fellini, se engane com o filme de Michael Lucas". A disputa terminou em Abril de 2010, quando um juiz federal deciciu que Lucas não violou a legislação sobre direitos autorais, em relação à obra de Fellini.